# Stankowo (powiat szczycieński)
Stankowo (niem. Probeberg) – osada w Polsce położona w województwie warmińsko-mazurskim, w powiecie szczycieńskim, w gminie Dźwierzuty. Miejscowość wchodzi w skład sołectwa Olszewki. W latach 1975–1998 miejscowość administracyjnie należała do województwa olsztyńskiego.
Miejscowość założona w 1827 r. na 8 włókach na prawie chełmińskim, w wyniku separacji gruntów wsi Olszewki. W 1900 r. Stankowo wymieniane było w dokumentach jako folwark należący do rodziny von Fabeck (majątek ziemski w Jabłonce). Dawny folwark został zniszczony.